# Tanakia tanago
Tanakia tanago е вид лъчеперка от семейство Шаранови (Cyprinidae), единствен представител на род Pseudorhodeus. Видът е световно застрашен, със статут Уязвим.